# 諸国御林帳
諸国御林帳（しょこくおはやしちょう）は、単に御林帳（おはやしちょう）とも称され、江戸幕府が自己の所有する山林である御林の管理のために作成した台帳のことである。御林個所付帳とも称した。また、諸藩においても自己の御林のために類似の帳簿が作成されていた。

## 概要
御林帳は江戸幕府が日本各地に所有していた料所（天領）内の御林に関する記録をまとめたもので、位置・面積をはじめ、木の種類別の立木数、林相・地況、樹木の伐採状況、市場や積み出し用の港までの距離などが記載され、御林の状況変化（面積や樹木の増減など）に応じて加除訂正が加えられて、御林の正確な状況把握に努めた。また、状況把握のための御林の絵図（御林絵図）が添付された。更に村明細帳などの地方支配に関する帳簿にも内容が転載されることがあった。
廃藩置県後の1872年（明治5年）、明治政府は各府県に対して旧幕府や旧藩の御林帳を元にして新たな御林帳を作成させ、これを基にして御林の官林（現在の国有林の原型）への切り替え作業を実施した。